# 乐喜
樂喜（？－？），子姓，樂氏，字子罕，春秋時期宋國（今河南商丘市）的賢臣，身份是戴公六世孫，樂父衎的后裔。活躍於宋平公年代，公元前575年—公元前532年擔任司城(又稱司空，因宋武公改名為司空)，故又稱其為司城子罕，其職位列宋國六卿。在位其間曾擔任撲救大火的總指揮。

## 撲救大火
西元前564年的春天，在宋國都城突然發生火災，為司城的樂喜即命令在城區任職的官員伯氏率領徒屬，迅速地組織滅火力量，在火未至的街巷，「撒小屋，涂大屋」；要求有關官員和城內郊外的民眾趕去火場，謹守崗位各司其職，組職巡邏進行人員疏散，加強警戒，守護重要宮殿和嚴防違法犯禁之人趁火打劫；要求密切注意火勢並寫明火勢蔓延的去向。

## 批判向戌
西元前546年，向戌調停兩大國，晉楚兩大國議和，在宋國舉行弭兵大會，並簽訂盟約。弭兵大會過後，中原戰火得以平息，各國百姓暫時有喘息的機會。向戌向宋平公請求賞財城邑，宋平公便賞賜其六十邑。向戌隨即向樂喜炫耀，但樂喜說「亂世時期國家得以穩定是有賴軍隊威懾敵國，向戌反而用維持生存的職位去換取邑，是愚蠢的行為。」後來向戌聽到這番話後，激動地將宋平公寫的賞六十邑的文字用刀刮掉，並把簡冊拋在地上，十分感謝樂喜，宣稱是救了自己的大恩人。

## 子罕不受玉
某一天，有一位宋國的農民機緣巧合獲得一塊美玉，反覆思量後決定拿來獻給樂喜，樂喜初時向農民謝而不受。後來獻玉者以為樂喜是怕美玉是假的，便再找樂喜強調地說：「得治玉的行家鑒定過，是稀世美玉無誤。」樂喜回應：「我以不貪婪的品行為寶，你是以美玉為寶。我若接受了你的寶玉，我們雙方就都失去了最可貴的東西。」獻玉者死心不息又說：「懷著寶玉趕路難免會被壞人搶走。」，於是樂喜把玉放置在自己居住的鄉里，派玉人替自己雕琢、加工，再賣掉寶玉，使獻玉者富裕回到家鄉。

## 仁者愛民
襄公二十九年的時候，鄭國發生饑荒，百姓困苦不堪，任職上卿的子皮給百姓們分發糧食，鄭國人才沒有因饑荒而挨餓。恰好宋國也發生了饑荒，樂喜以此為鑒向宋平公請示，要求拿出公糧借給百姓，命令王室、官員把糧食借出來。而樂喜更把家族的糧食無條件貢獻給百姓，宋國人得以順利渡過饑荒。
有一次樂喜在自己府邸接待楚國使者，楚使見「南家之牆，犨於前而不直；西家之湠，徑其宮而不止」，覺得不可思議。樂喜解釋南鄰從事皮革製鞋已經有三世，認為逼他們搬遷後，生計會沒著落。西鄰家地勢高，樂喜家地基低，潦水從高下流經樂喜家，若禁潦水東流，會影響鄰居。楚使聽完後回到楚國勸阻楚王：「宋不可攻也。其主賢，其相仁。賢者能得民，仁者能用人。荊國攻之，其無功而為天下笑乎！」

## 評價
叔向評曰：「施而不德，樂氏加焉」，認為宋子罕施捨災民而不須其報德，顯得比鄭子皮更高一籌。